# Александер фон Келлер
Граф Александер фон Келлер (нім. Alexander Graf von Keller; 12 березня 1919, Ревель — 15 травня 1944, Гібралтарська протока) — німецький офіцер-підводник, оберлейтенант-цур-зее крігсмаріне.

## Біографія
Представник знатного балтійського роду. 1 жовтня 1938 року вступив на флот. У вересні 1940 року відряджений в авіацію. З лютого 1941 року — вахтовий офіцер на есмінці «Герман Шеманн». З грудня 1941 року служив у навчальному командуванні ВМС в Румунії. В липні-грудні 1942 року пройшов курс підводника, після чого був переданий в розпорядження 1-ї флотилії. З січня 1943 року — 1-й вахтовий офіцер на підводному човні U-564. В липні-жовтні 1943 року пройшов курс командира човна. В жовтні-листопаді — офіцер-спостерігач в 23-й флотилії. З 1 грудня 1943 року — командир U-731, на якому здійснив 2 походи (разом 90 днів у морі). 15 травня 1944 року U-731 був потоплений в Гібралтарській протоці північніше Танжеру (35°54′ пн. ш. 05°45′ зх. д.) глибинними бомбами британського протичовнового траулера «Блекфлай», патрульного судна «Кілмарнок» та двох американських летючих човнів «Каталіна». Всі 54 члени екіпажу загинули.

## Звання
- Кандидат в офіцери (1 жовтня 1938)
- Морський кадет (1 липня 1939)
- Фенріх-цур-зее (1 грудня 1939)
- Оберфенріх-цур-зее (1 серпня 1940)
- Лейтенант-цур-зее (1 квітня 1941)
- Оберлейтенант-цур-зее (1 січня 1943)